# Хавайски дървесни охлюви
Хавайските дървесни охлюви (Achatinellidae) са семейство сухоземни белодробни коремоноги мекотели от монотипното надсемейство Achatinelloidea.

## Разпространение
Видовете от семейството са характерни основно за Хавайските острови, но се срещат и на други острови в Тихи океан.

## Класификация
- Achatinellinae Gulick, 1873 – synonym: Helicterinae Pease, 1870 (inv.)
- Auriculellinae Odhner, 1921
- Elasmatininae Iredale, 1937
  - tribe Elasmatinini Iredale, 1937 – synonyms: Strobilidae Zilch, 1959 (n.a.); Pitysinae Cooke & Kondo, 1961
  - tribe Antonellini Cooke & Kondo, 1961
  - tribe Tubuaiini Cooke & Kondo, 1961
- Pacificellinae Steenberg, 1925
  - tribe Pacificellini Steenberg, 1925 – synonym: Tornatellinoptini Cooke & Kondo, 1961
  - tribe Lamellideini Cooke & Kondo, 1961
- Tekoulininae Solem, 1972
- Tornatellidinae Cooke & Kondo, 1961
  - tribe Tornatellidini Cooke & Kondo, 1961
  - tribe Tornatellariini Cooke & Kondo, 1961
- Tornatellininae Sykes, 1900
  - tribe Tornatellinini Sykes, 1900
  - tribe Elasmiatini Kuroda & Habe, 1949